# میتیا (ایندیانا)
میتیا (به انگلیسی: Metea) یک منطقهٔ مسکونی در ایالات متحده آمریکا است که در شهرستان کاس، ایندیانا واقع شده‌است. میتیا ۲۳۸٫۰۵ متر بالاتر از سطح دریا واقع شده‌است.